# Matthieu Lahaye
Pas d'image ? Cliquez ici
Matthieu Lahaye, né le 23 novembre 1984 à Rennes, est un pilote automobile français. Il a notamment participé à quatre reprises aux 24 Heures du Mans.

## Carrière

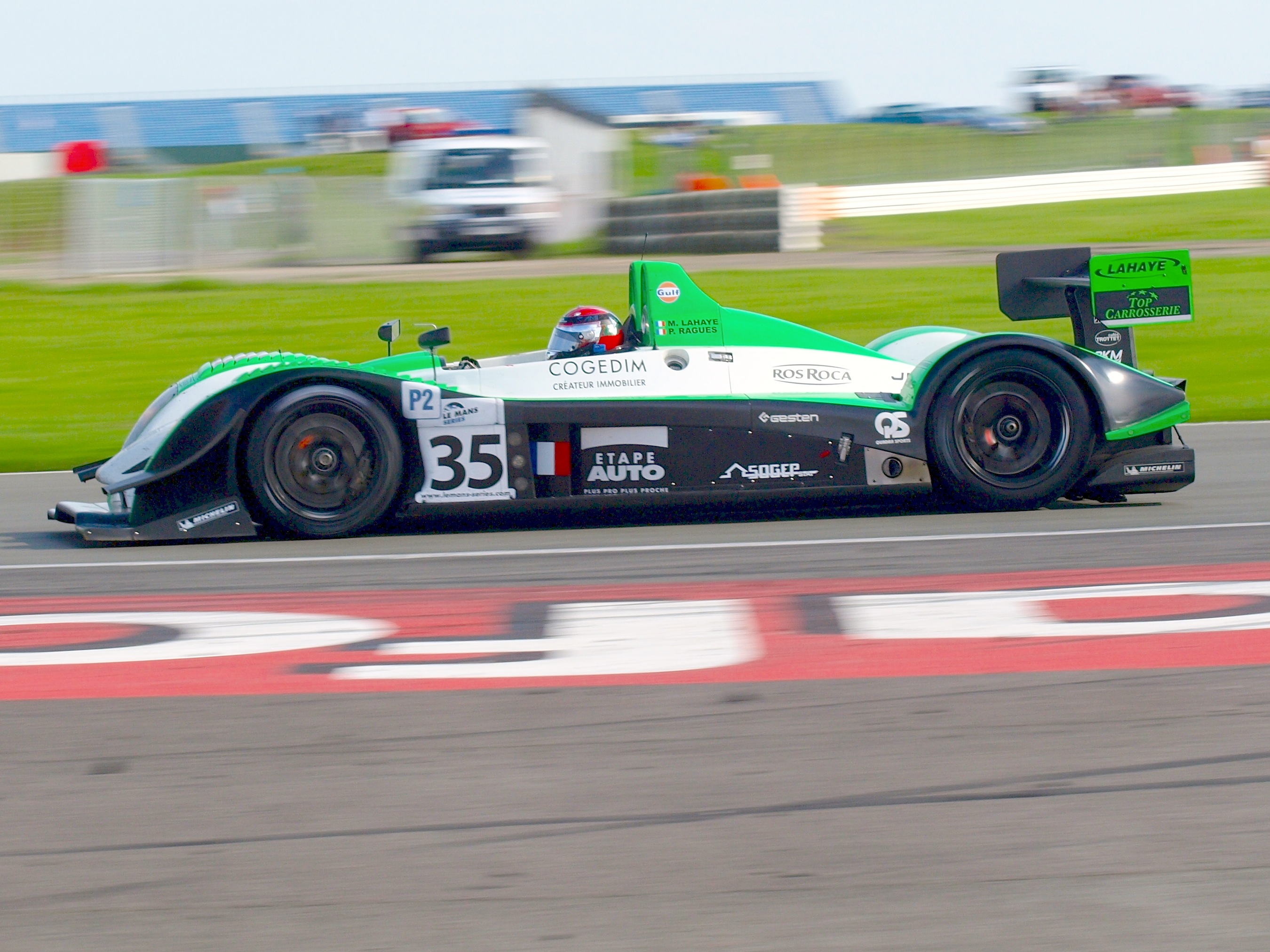
Matthieu Lahaye aux 1 000 kilomètres de Silverstone 2008.

En 2008, il participe aux 24 Heures du Mans pour la première fois de sa carrière. Au volant d'une Pescarolo 01, il termine 3e de la catégorie LMP2. Toujours avec la Pescarolo, il prend part aux éditions 2009 et 2010. Si un abandon conclut sa deuxième apparition, il termine septième au général et deuxième en LMP2 la fois suivante, soit son meilleur résultat dans la classique mancelle.
En 2009, il devient champion en Asian Le Mans Series avec comme équipier Jacques Nicolet et Richard Hein en LMP2 avec OAK Racing
En 2011, dans son deuxième tour chronométré des qualifications des 1 000 kilomètres de Spa, il est victime d'un grave accident au volant d'une Oak Pescarolo 01. Il entre en contact avec une Formule Le Mans et percute le rail. Il s'en sort avec plusieurs blessures au niveau des vertèbres (première vertèbre lombaire), du genou et de la main,,,,,. Il subit également un traumatisme crânien et est évacué vers le centre hospitalier Peltzer-la-Tourelle à Verviers,. Aux 24 Heures du Mans, il est remplacé par Tiago Monteiro,.
Il revient une dernière fois aux 24 Heures du Mans en 2012, mais il connaît à nouveau un abandon. Il obtient par la suite la première pole position de sa carrière lors des 6 Heures de Donington 2012, à bord de la Morgan LMP2 du Oak Racing,.
En 2016, après trois ans en championnat VdeV au sein de sa propre structure, l'écurie Ultimate, il s'engage en European Le Mans Series en catégorie LMP3 avec une Ligier JS P3.

## Résultats aux 24 Heures du Mans
| Année | Équipe                       | Équipiers                            | Voiture            | Classe | Tours | Pos. | Class Pos. |
| ----- | ---------------------------- | ------------------------------------ | ------------------ | ------ | ----- | ---- | ---------- |
| 2008  | Saulnier Racing              | Pierre Ragues Cheng Congfu           | Pescarolo 01-Judd  | LMP2   | 333   | 18e  | 3e         |
| 2009  | OAK Racing Team Mazda France | Guillaume Moreau Karim Ajlani        | Pescarolo 01-Mazda | LMP2   | 208   | Abd  | Abd        |
| 2010  | OAK Racing                   | Guillaume Moreau Jan Charouz         | Pescarolo 01-Judd  | LMP2   | 361   | 7e   | 2e         |
| 2012  | OAK Racing                   | Jacques Nicolet Olivier Pla          | Morgan LMP2-Judd   | LMP2   | 139   | Abd  | Abd        |
| 2022  | Ultimate                     | Jean-Baptiste Lahaye François Hériau | Oreca 07 - Gibson  | LMP2   | 335   | 48e  | 24e        |